# Atoms for Peace Award
Der Atoms for Peace Award (Atome-für-den-Frieden-Preis) ist ein Preis, der zur Förderung der Entwicklung und friedlichen Anwendung von Atomenergie vergeben wurde. Der Name und die  Entstehung des Preises gehen auf die am 8. Dezember 1953 vor den Vereinten Nationen in New York City gehaltene Rede Atoms for Peace des amerikanischen Präsidenten Dwight D. Eisenhower zurück.
In einer am 20. Juli 1955 in Genf gehaltenen Rede regte er erneut internationale Bemühungen um die friedliche Nutzung der Kernenergie an und verlieh seiner Hoffnung Ausdruck, das die Privatwirtschaft sich unter anderem mit einem Preis für die Förderung der friedlichen Nutzung der Kernenergie zum allgemeinen Nutzen der Menschheit einsetzen würde. Diese Idee wurde von Henry Ford II, Benson Ford und Henry Clay Ford aufgegriffen, die für herausragende Beiträge zur friedlichen Anwendung der Atomenergie (outstanding contributions to the peaceful application of nuclear energy) über einen Zeitraum von zehn Jahren von der Stiftung der Ford Motor Company ein Preisgeld von insgesamt 1.000.000,00 USD in zehn Teilen zu je 100.000,00 USD zur Verfügung stellen ließen. Eine unabhängige Nonprofit-Organisation wurde als Atoms for Peace Awards Inc., A Memorial to Henry Ford and Edsel Ford zur Verwaltung und Vergabe des Preisgeldes gegründet. Die Auslobung des Preises wurde am 8. August 1955 von Admiral Lewis L. Strauss, dem Vorsitzenden der United States Atomic Energy Commission, auf der ersten Genfer Atomkonferenz bekanntgegeben.
Den Vorsitz des Vergabe- und Planungskomitees übernahm James Rhyne Killian, der Präsident des MIT, ihm standen sechs weitere Mitglieder (Trustees) zur Seite. Auf Vorschlag von Organisationen oder einzelner Personen wählte das Komitee den oder die Preisträger ohne Berücksichtigung von Nationalität oder politischer Einstellung des zu Ehrenden aus. Die Vorschläge beschränkten sich nicht nur auf Wissenschaftler und Ingenieure, sondern sollten allgemein diejenigen Personen bezeichnen, die nach Meinung des Vergabekomitees in dem zu beurteilenden Zeitraum den größten Beitrag zur friedlichen Nutzung der Atomenergie geleistet hatten. Falls sich das Komitee in einem Jahr nicht auf einen oder mehrere Preisträger einigen konnte, wurde die Verleihung für das entsprechende Jahr ausgesetzt und erfolgte zusätzlich in einem nachfolgenden Jahr. Das Vergabekomitee wurde von einem von ihm eingesetzten Beratungsausschuss unterstützt, der aus den eingegangenen Vorschlägen eines Jahres bereits eine Vorauswahl treffen konnte und diese dann an das Vergabekomitee weiterleitete, dem die letztgültige Entscheidung oblag.
Der Preis bestand aus dem – bedarfsweise auch auf mehrere Preisträger aufgeteilten – Geldbetrag und einer persönlichen repräsentativen Erinnerungsmedaille. Die erste Preisverleihung erfolgte am 24. Oktober 1957 in der National Academy of Sciences in Washington D.C. an Niels Bohr.
Die 22 Träger des Preises waren:
1. 24. Oktober 1957 – Niels Bohr
2. 29. Januar 1959 – George C. de Hevesy
3. 18. Mai 1960 – Leó Szilárd und Eugene Paul Wigner
4. 18. Mai 1960 – Alvin M. Weinberg und Walter Henry Zinn
5. 6. April 1961 – Sir John Cockcroft
6. 24. Oktober 1963 – Edwin M. McMillan und Wladimir I. Weksler
7. 14. November 1967 – Isidor I. Rabi, Wilfrid Bennett Lewis und Bertrand Goldschmidt
8. 14. Oktober 1968 – Sigvard Eklund, Abdus Salam und Henry De Wolf Smyth[3]
9. 14. Mai 1969 – Aage N. Bohr, Ben Roy Mottelson, Floyd Leroy Culler, Jr., Henry Seymour Kaplan, Anthony Leonid Turkevich und Compton Alexander Rennie
10. 14. Mai 1969 – Dwight D. Eisenhower (Posthum)

Von den einzelnen Preisverleihungen wurden von der Voice of America und von der öffentlichen Bostoner Rundfunkstation WGBH Tonbandmitschnitte angefertigt, die zusammen mit der Korrespondenz des Vergabekomitees, den Nominierungsvorschlägen, Organisationsunterlagen, Redeprotokollen und Pressemitteilungen zu den jeweiligen Preisverleihungen sowie biographischen Angaben zu den Ausgezeichneten im Auftrag des Vorsitzenden des Vergabekomitees im Archiv der Bibliothek des Massachusetts Institute of Technology hinterlegt wurden.

## Zitate
1. ↑  

„that private business and professional men throughout the world will take an interest and provide an incentive in finding new ways that this new science can be used . . . for the benefit of mankind and not destruction.“

– nach Unterlagen im Archiv des MIT, S. 2